# El Salto de Espejo
El Salto de Espejo es una localidad del estado mexicano de Guanajuato. Es parte del municipio de Apaseo el Alto.

## Demografía
| Gráfica de evolución demográfica |
|                                  |

| Censo | Población |
| ----- | --------- |
| 1930  | 165       |
| 1940  | 219       |
| 1950  | 349       |
| 1960  | 659       |
| 1970  | 583       |
| 1980  | 584       |
| 1990  | 694       |
| 2000  | 875       |
| 2010  | 1 052     |
| 2020  | 1 028     |